# Stade du Bislett
 (mars 2025).
Si vous disposez d'ouvrages ou d'articles de référence ou si vous connaissez des sites web de qualité traitant du thème abordé ici, merci de compléter l'article en donnant les références utiles à sa vérifiabilité et en les liant à la section « Notes et références ».
Le Bislett stadion (en bokmal) est un stade situé à Oslo, en Norvège, dans le quartier qui lui donne son nom.

## Histoire
Inauguré en 1922 et rénové en 2004, il accueille chaque année le meeting d'athlétisme des Bislett Games. Il est par ailleurs le stade-résident du club de football du Skeid Fotball évoluant en première division norvégienne.
En 1999, le stade a été désigné par le magazine Sports Illustrated comme l'une des vingt enceintes sportives les plus marquantes du XXe siècle.
Le Bislett Stadion a également accueilli les cérémonies d'ouverture et de clôture des Jeux olympiques d'hiver de 1952.

## Galerie

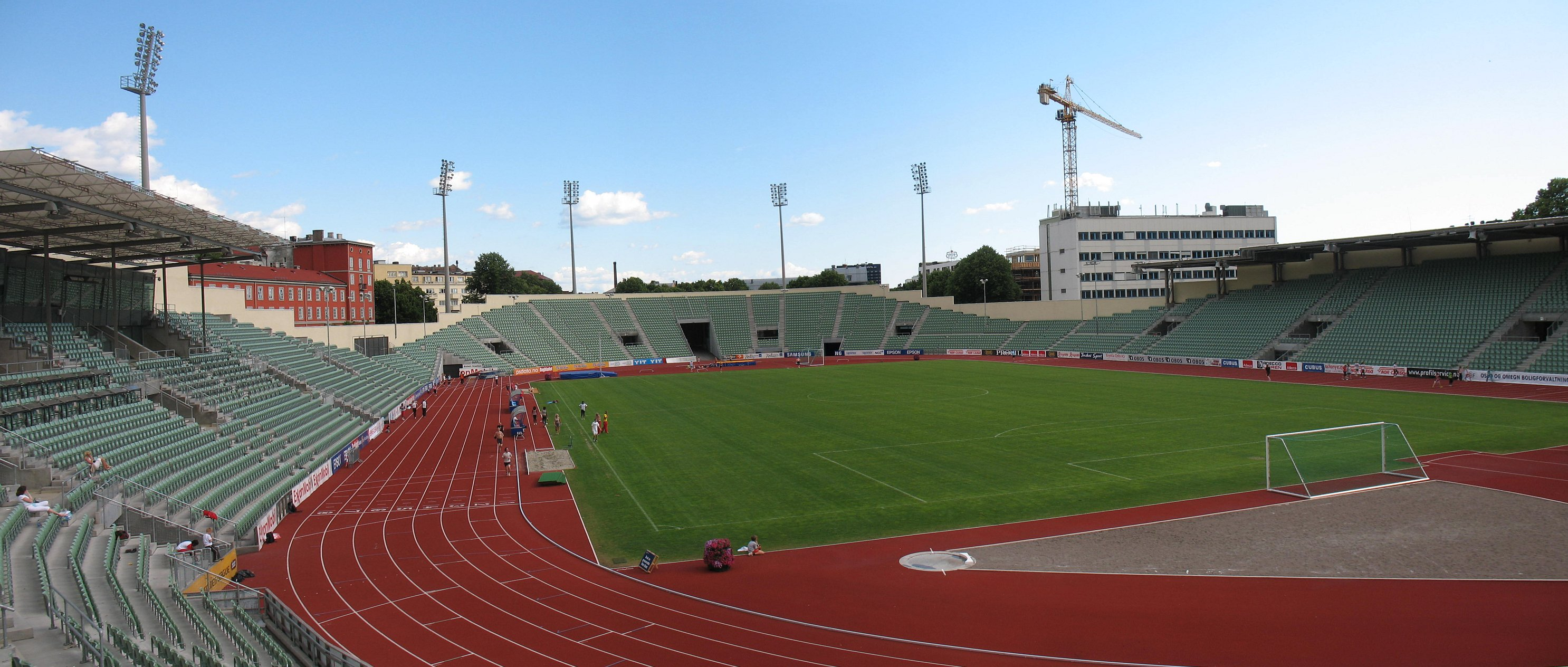
Le Bislett Stadion en 2004